# Grue
Gmina Grue (norw. Grue kommune) – norweska gmina leżąca w regionie Hedmark. Jej siedzibą jest miasto Kirkenær.
Grue jest 131. norweską gminą pod względem powierzchni.

## Demografia
Według danych z roku 2005 gminę zamieszkuje 5275 osób. Gęstość zaludnienia wynosi 6,29 os./km². Pod względem zaludnienia Grue zajmuje 186. miejsce wśród norweskich gmin.
| ludność stan na 1 stycznia 2005 |         |           |       |
|                                 | kobiety | mężczyźni | razem |
| osób                            | 2572    | 2703      | 5275  |
| %                               | 48,76%  | 51,24%    | 100%  |

| wykształcenie stan na 1 października 2004 |            |         |        |          |
|                                           | podstawowe | średnie | wyższe | nieznane |
| osób                                      | 1428       | 2285    | 564    | 115      |
| %                                         | 32,51%     | 52,03%  | 12,84% | 2,62%    |

## Edukacja
Według danych z 1 października 2004:
- liczba szkół podstawowych (norw. grunnskolar): 6
- liczba uczniów szkół podst.: 584

## Władze gminy
Według danych na rok 2011 administratorem gminy (norw. rådmann) jest Kari Andreassen, natomiast burmistrzem (norw. ordfører, d. borgermester) jest Herdis Bragelien.